# Karl Weierstrass
Karl Theodor Wilhelm Weierstrass (Weierstraß) (31 tháng 10 năm 1815 – 19 tháng 2 năm 1897) là một nhà toán học người Đức, người được coi là "cha đẻ của giải tích toán học".

## Tiểu sử
Weierstrass sinh ra tại Ostenfelde, nằm trong Ennigerloh thuộc bang Nordrhein – Westfalen.
Weierstrass là con trai của ông Wilhelm Weierstrass, là một nhân viên chính phủ, và bà Theodora Vonderforst. Ông yêu thích toán học khi còn là sinh viên Gymnasium. Ông học tiếp đại học Bonn để chuẩn bị cho một vị trí trong chính phủ. Do ông cũng học các ngành khác như luật, kinh tế, và tài chính nên ông cũng phải đấu tranh để chọn toán học hay là những ngành đó. Cuối cùng ông quyết định để ý một chút đến các ngành đó và đồng thời tự học toán học. Kết quả là ông không nhận được bằng tốt nghiệp đại học. Sau đó ông tiếp tục học toán tại trường đại học danh tiếng về toán học thời đó là đại học Münster do bố ông tìm được một vị trí giảng dạy cho ông tại trường này. Trong quá trình học, Weierstrass đã tham dự các bài giảng của Christoph Gudermann và bắt đầu thích thú với các hàm elliptic.
Từ năm 1850 Weierstrass phải trải qua những trận ốm liên miên, nhưng ông vẫn viết các bài báo khiến ông trở nên tiếng tăm và nổi bật. Ông cũng giữ chức chủ tịch tại đại học kỹ thuật Berlin (Gewerbeinstitut). Ông phải nằm liệt trong vòng ba năm cuối đời và mất tại Berlin do viêm phổi.

## Các công trình toán học

### Soundness of calculus
Weierstrass rất chú tâm đến vấn đề logic của giải tích. Tại thời gian này, có nhiều định nghĩa không rõ ràng về các cơ sở của giải tích, và một số định lý quan trọng không thể được chứng minh một cách chặt chẽ. Trong khi Bernard Bolzano đã đưa ra một định nghĩa có tính nghiêm ngặt của giới hạn vào đầu năm 1817 (hoặc sớm hơn) nhưng nó vẫn không được cộng đồng toán học chú ý đến trong nhiều năm sau, do vậy đã có rất nhiều định nghĩa mơ hồ về giới hạn và tính liên tục của hàm số.
Cauchy đã đưa ra dạng định nghĩa giới hạn (ε, δ), trong khi đưa ra định nghĩa hình thức của đạo hàm vào các năm 1820, nhưng đã không phân biệt một cách đúng đắn giữa liên tục tại một điểm và liên tục đều trên một khoảng, do thiếu tính chặt chẽ. Đặc biệt, trong Cours d'analyse, (1821) Cauchy đưa ra một chứng minh sai rằng giới hạn(pointwise) của các hàm liên tục (pointwise) chính là liên tục (pointwise). Phát biểu đúng phải là giới hạn đều của các hàm liên tục đều là liên tục đều.
Điều này đòi hỏi khái niệm hội tụ đều, được chú ý đầu tiên bởi thầy của Weierstrass, Christoph Gudermann, trong một bài báo (1838) Gudermann đã chú ý đến điều này nhưng không định nghĩa hoặc đào sâu nó. Weierstrass đã nhìn thấy ý nghĩa quan trọng của nó và đã hình thức hóa nó đồng thời áp dụng rộng rãi vào các cơ sở của giải tích.
Định nghĩa giới hạn theo (ε, δ) của Weierstrass như sau:
{\displaystyle \displaystyle f(x)} là liên tục tại {\displaystyle \displaystyle x=x_{0}} nếu với mỗi {\displaystyle \displaystyle \varepsilon >0\ \exists \ \delta >0} sao cho
{\displaystyle \displaystyle |x-x_{0}|<\delta \Rightarrow |f(x)-f(x_{0})|<\varepsilon .}
Sử dụng định nghĩa này và khái niệm hội tụ đều, Weierstrass đã chứng minh được một số định lý mà trước đó chưa được chứng minh như 'Định lý giá trị trung bình', 'Định lý Bolzano-Weierstrass', 'Định lý Heine-Borel'.

### Phép tính biến phân
Weierstrass cũng đóng góp quan trọng vào sự phát triển của phép tính biến phân. Sử dụng công cụ giải tích đã phát triển, ông đã hoàn thiện hình thức luận của lý thuyết cho sự nghiên cứu ngày nay của phép tính biến phân.

### Các định lý giải tích khác
- Định lý Stone–Weierstrass
- Định lý Weierstrass–Casorati
- Hàm elliptic Weierstrass
- Hàm Weierstrass
- Weierstrass M-test
- Weierstrass preparation theorem
- Định lý Lindemann–Weierstrass
- Định lý nhân tử hóa Weierstrass
- Tham số Enneper–Weierstrass
- Định lý Sokhatsky–Weierstrass

## Các sinh viên của Karl Weierstrass
- Edmund Husserl
- Sofia Kovalevskaya
- Gösta Mittag-Leffler
- Hermann Schwarz

## Vinh danh
Tên của ông được đặt cho tên của một miệng núi lửa của Mặt trăng.